# Narcinops
Narcinops – rodzaj ryb chrzęstnoszkieletowych z rodziny Narcinidae.

## Rozmieszczenie geograficzne
Do rodzaju należą gatunki występujące w wodach zachodniego i południowo-zachodniego Oceanu Spokojnego oraz wschodniego i południowo-wschodniego Oceanu Indyjskiego.

## Morfologia
Długość ciała do 36,5 cm.

## Systematyka
Rodzaj zdefiniował w 1940 roku australijski ichtiolog Gilbert Percy Whitley w pierwszej części publikacji własnego autorstwa poświęconej rybom Australii. Gatunkiem typowym jest (oryginalne oznaczenie) N. tasmaniensis.

### Etymologia
Narcinops: rodzaj Narcine Henle, 1834; ωψ ōps, ωπος ōpos ‘wygląd, oblicze’.

### Podział systematyczny
Taksony wyodrębnione z rodzaju Narcine. Do rodzaju należą następujące gatunki:
- Narcinops lasti (Carvalho & Séret, 2002)
- Narcinops nelsoni (Carvalho, 2008)
- Narcinops ornatus (Carvalho, 2008)
- Narcinops tasmaniensis (Richardson, 1841)
- Narcinops westraliensis (McKay, 1966)